# Perdita nigridia
Perdita nigridia är en biart som beskrevs av Timberlake 1962. Perdita nigridia ingår i släktet Perdita och familjen grävbin. Inga underarter finns listade i Catalogue of Life.